# Gladiolus speciosus
Gladiolus speciosus är en irisväxtart som beskrevs av Carl Peter Thunberg. Gladiolus speciosus ingår i släktet sabelliljor, och familjen irisväxter. Inga underarter finns listade i Catalogue of Life.